# Coarb
Um coarb, do antigo irlandês comarbae (moderno irlandês comharba, latim: hērēs), que significa "herdeiro" ou "sucessor", era um posto distintivo da igreja medieval entre os gaélicos da Irlanda e da Escócia. Neste período, coarb parece intercambiável com " erenach ", denotando o guardião leigo nomeado episcopalmente de uma igreja paroquial e chefe da família na ocupação hereditária das terras da igreja. O coarb, no entanto, muitas vezes era responsável por uma igreja que ocupava uma posição comparativamente elevada na Irlanda pré-normanda, ou uma que ainda possuía terras termon relativamente extensas.